# Barnes Railway Bridge
A Barnes Railway Bridge egy II. fokozatú (Grade II listed) műemléki védettségű vasúti híd a londoni Richmond upon Thames kerületben és Hounslow kerületben. Londonban keresztezi a Temzét északnyugat-délkelet irányban Barnes-nál. Barnes Bridge és Chiswick állomásokat összekötő vasútvonal forgalma mellett, a gyalogos közlekedést is szolgálja. Londonban egyike annak a három hídnak, amelyek kombinálják a gyalogos és a vasúti közlekedést. Az eredeti hidat ezen a helyen 1849 végén építették Joseph Locke építőmérnök tervei alapján. A két pár öntöttvas ívből álló szerkezet nagymértékben hasonlított az eredeti Richmond Railway Bridge-re, amelyet szintén Locke tervezett. 
Az első Barnes hidat 1849.  augusztus 22-én nyitották meg a vasúti forgalom előtt.
A híd viszonylag problémamentes szolgáltatást nyújtott, viszont az 1890-es évek óta nem használták, mivel a 19. század utolsó évtizedében aggodalom támadt az öntöttvas hidak alkalmasságával kapcsolatban, miután egy ilyen szerkezet összeomlott. Ennek megfelelően az a döntés született, hogy meg kell építeni a régi Barnes híd utódját. Az 1890-es években Edward Andrews tervezett egy szélesebb cserehidat, amelyet a Head Wrightson nehézipari cég épített meg, a London & South Western Railway megbízásából. Ez az építmény, amely közvetlenül az elődje mellé épült, három fesztávú kovácsoltvas íjhúrtartóból állt, amelyek egy pár vasúti sínpárt vittek át a folyón. A hídhoz ekkoriban gyalogos sétány is épült. 
1983-ban a Barnes Bridge II. fokozatú (Grade II listed) műemléki védettséget kapott.
A 2010-es években a Barnes hidat ideiglenesen lezárták a gyalogosok 
elől az éves Oxford–Cambridge evezősverseny idején, hogy elkerüljék a túlzott zsúfoltságot a szerkezeten.

## Története

### Előzmények
Az 1840-es években a London and Southampton Railway Company  (amelyet később London and South Western Railway Company névre kereszteltek), egy új vasútvonal fejlesztésébe kezdett, amely Nine Elms és Richmond között közlekedett. Néhány évvel később úgy döntöttek, hogy ezt a vonalat Windsorig meg kell hosszabbítani. A bővítés magában foglalta a Barnes falutól Chiswick-ig és Hounslow-ig tartó vonal hozzáadását, ami szükségessé tette a Temze folyón átívelő Barnes híd megépítését. Az építmény felépítése előtt Barnes-ban - amely akkoriban 
kis település volt, soha nem volt átkelőhely a folyón.

### Az építkezés

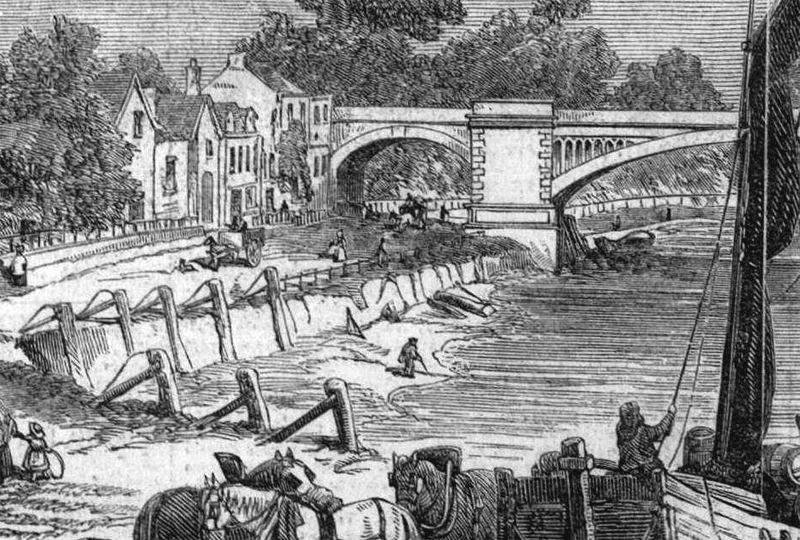
A régi Barnes híd egy részletének illusztrációja (1849)

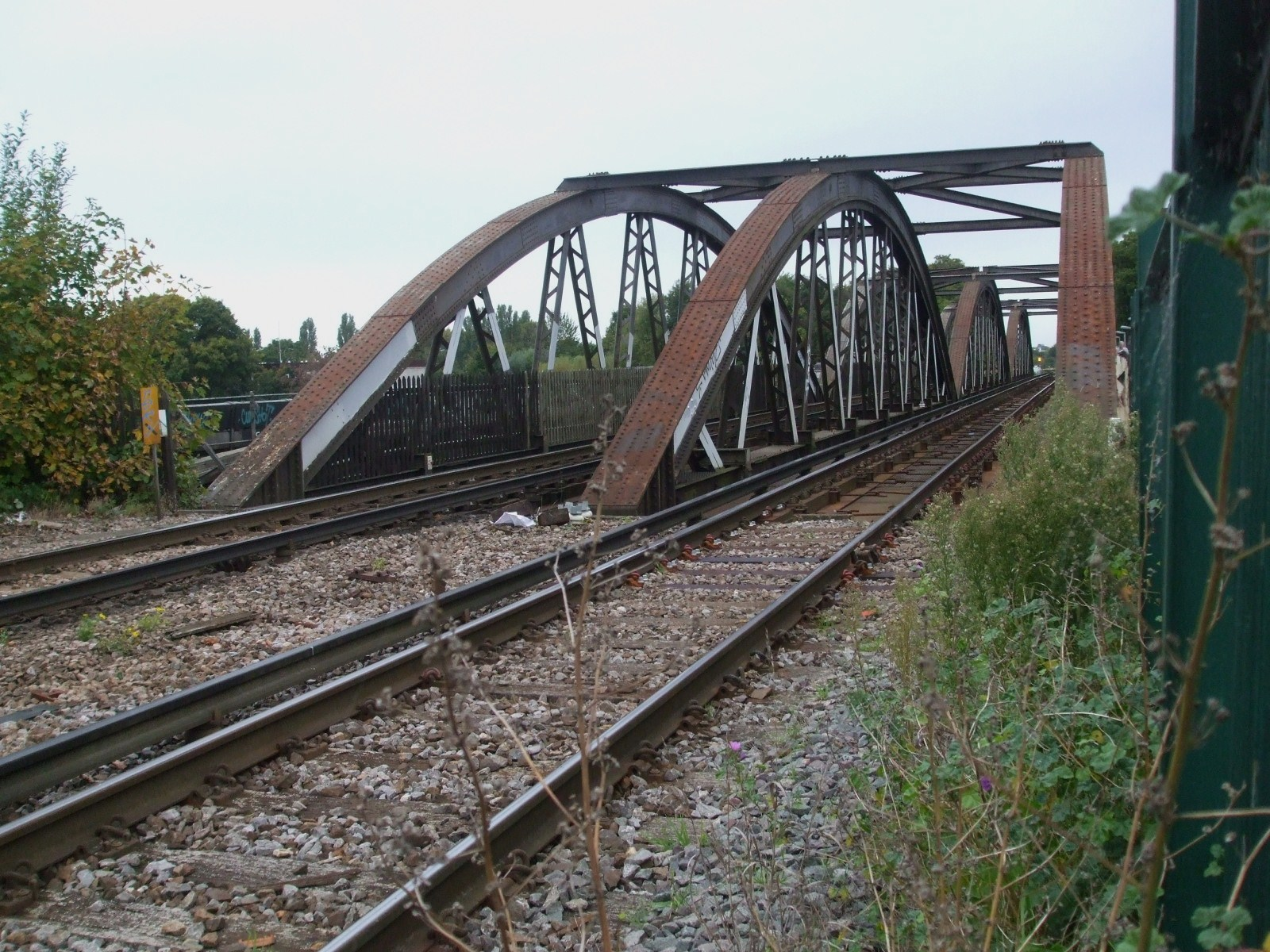
A Barnes Bridge ívei, a két vágánypárral

A híd megtervezésének felelőssége Joseph Locke neves építőmérnökre hárult, aki számos más építményt is tervezett az útvonal mentén, beleértve a hasonló Richmond vasúti hidat. A híd egyik kritériuma volt, hogy a Temze magas vízállása esetén is, a jogszabályban előírtak szerint tudjon áthaladni a hagyományos folyami forgalom. Locke úgy döntött, hogy a híd építésének a folyó déli oldalán történő befogadása érdekében, a The Terrace-on (a Temze partján végigfutó sorház), a szerény György-korabeli házak utcáján belül, számos ingatlant le kell bontani, hogy elegendő szabad teret biztosítson a szerkezet és a csatlakozó elemek áthaladásához. Locke tervei szerint a Barnes híd két pár öntöttvas ívből állt, amelyek hossza 36,57 méter, magassága 3,66 méter volt. Minden ívet négy különálló szakaszban öntöttek és mindegyik fesztávot hat öntöttvas ívborda erősítette meg, amelyek mélysége 915 mm volt. Ezeket a fesztávokat téglából kiépített pillérekre támasztották és egy fából készült fedélzetet vittek át a folyón. 1846-ban a Fox Henderson & Co-t nevezték ki a szerkezet építésének vállalkozójává és az építési munkálatok nem sokkal ezután kezdődtek. Az elkészült hidat hivatalosan 1849. augusztus 22-én nyitották meg. A későbbi felújítás során, a Locke tervei alapján elkészült híd elemei a helyükön maradtak ugyan, azonban napjainkban a vasúti forgalom ezeket már nem használja. Ehelyett egy újabb, mellé épített építményt emeltek.

### Szélesítés és rekonstrukció

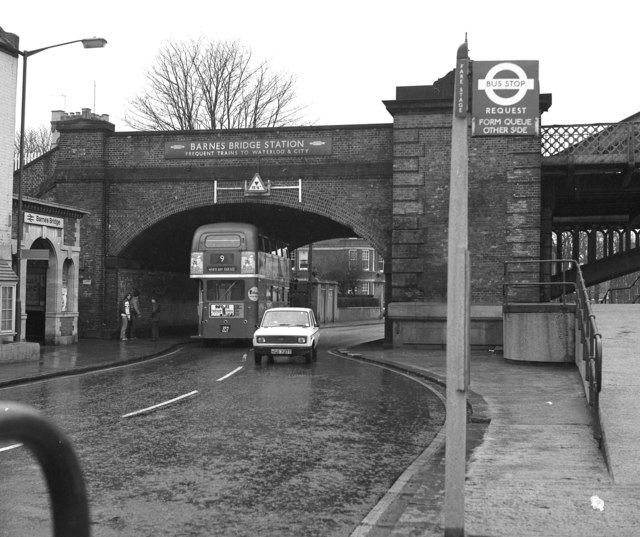
A Barnes Railway Bridge délnyugati hídfője (1982)

A 19. század vége felé több mérnök és tisztviselő megkérdőjelezte az öntöttvas szerkezetek, 
például az eredeti Barnes híd életképes élettartamát és hosszú távú stabilitását. Ezeket az aggodalmakat nagymértékben az indokolta, hogy 1891-ben összeomlott egy öntöttvas szakasz a Brighton fővonal mentén. Emiatt  1891 júliusában egy parlamenti törvényt hagytak jóvá a Barnes híd kovácsoltvas szerkezettel való felváltásáról. Mivel azonban a vasúttársaság, a meglévő struktúra mellett és a csere építkezés teljes időtartama alatt is erősen igényt tartott szolgáltatásainak folytatására, így Locke eredeti hídjának teljes lebontása nélkül valósították meg a Barnes Bridge újjászületését. Ennek megfelelően az új szerkezet elkészülte után, az eredeti híd egyetlen komplett nyíláspárja maradt meg, 
valamint a másik pár egy nyílása, amely közvetlenül szomszédos az első nyílással.
Az új Barnes hidat Edward Andrews építőmérnök tervezte és a fővállalkozó Wrightson & Co  cég építette. Három fesztávolságú kovácsoltvas íjhúrtartóból állt, amelyeket kiterjesztett pillérek támasztottak alá. 1894-ben megkezdődtek a meglévő téglapillérek kibővítése és az új szerkezet a következő évben készült el. Ehhez a munkához kapcsolódóan egy 2,4 méter széles gyalogútat is kiépítettek a hídon. Mind a gyalogút, mind a Barnes híd második megtestesülése, a mai napig használatban maradt.

### Híd a híd alatt

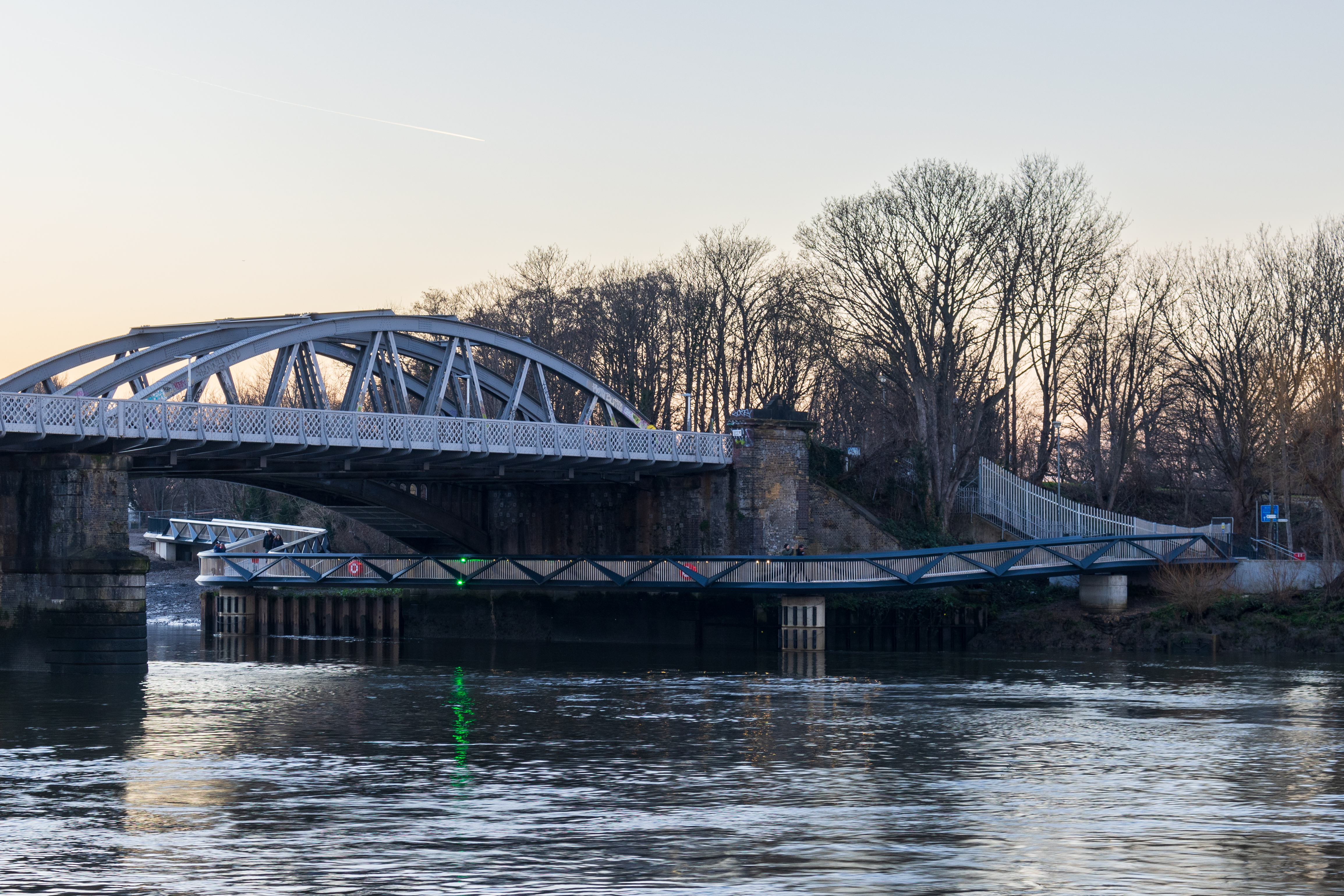
A Dukes Meadows Footbridge a Barnes Bridge alatt halad át (2022)

A Barnes híd jelenléte miatt, a Temze partja mentén húzódó gyalogos utakat kénytelenek voltak elterelni, mivel a híd és a folyó között korlátozott volt a hely. Egy barnes-i lakos Peter Banks nyugdíjas mérnök 2013-ban vetette fel először a híd fejlesztésének ötletét.
2017 novemberében építési engedély iránti kérelmet nyújtottak be Hounslow kerületi tanácsához (Hounslow London Borough Council), amely egy egyedi gyaloghíd építését javasolta a Temze partján a Barnes Bridge alatt, hogy a jövőben ne legyen szükség elterelő útvonalra. A Barnes Railway Bridge északi szakasza alatt húzódó Dukes Meadows Footbridge, a Moxon Architects által tervezett új gyaloghíd 2022-ben épült meg, hogy a Temze gyalogútja ezen a ponton is a folyó mellett haladjon ahelyett, hogy több száz méteres kitérőt kellene tenni a legközelebbi gyalogalagútig. Ezen túlmenően tervek születtek a régóta használaton kívüli Locke szerkezet újrafelhasználására, egy parkosított zöld sétány kialakítására, amelyhez az 1849-es használaton kívüli vasúti hídszakaszokon rámpák vezetnek és a Temze mentén haladó ösvényéhez csatlakoznak. Az ötlet felkeltette a Network Rail nemzeti hálózati infrastrukturális vállalat támogatását.
2022. november 22-én a hidat sürgős javítások miatt lezárták a vasúti forgalom elől, miután a tervezett ellenőrzések szerkezeti hibákat tártak fel. December 5-én nyitják meg újra.

## Érdekességek

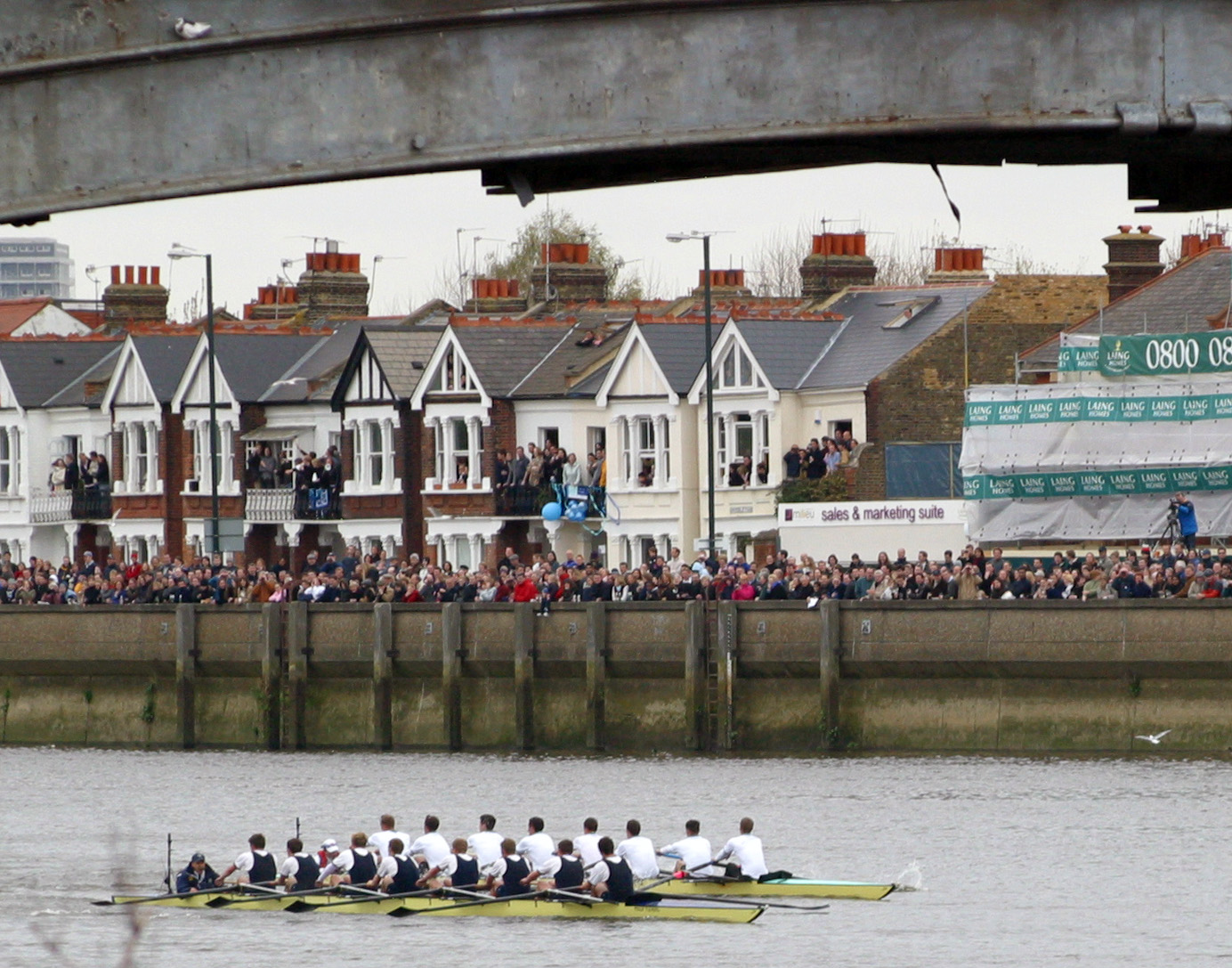
A 2003-as egyetemi evezősverseny közeledik a Barnes-hídhoz – az Oxford mindössze egy lábbal nyert

- Az idő múlásával a Barnes híd a Temze jellegzetes nevezetességévé vált. Gyakran hivatkoztak rá az évente megrendezett Oxford–Cambridge evezősversenyen amikor azt propagálták, hogy amelyik legénység ezen a ponton vezet, az nyeri meg a versenyt. 2003-ban a versenyző csónakok szinte egyenlő pozícióban voltak a híd felé közeledve és az Oxford mindössze egy lábbal nyerte meg a versenyt.
- A hajóversenyekkel való kapcsolat méltatásaként 'Richmond upon Thames kerület címere világoskék evezőt (a Cambridge-i Egyetem színe) és sötétkék evezőt (az Oxfordi Egyetem színe) tartalmaz.
- A 20. század első felében általánossá vált, hogy a vasúttársaságok jegyeket árultak az evezős verseny nézőinek a hídra való feljutásért, hogy bevételt szerezzenek az egyedülálló kilátás biztosításából. A 21. században azonban, a Barnes hídat a hajóverseny idejére közbiztonsági okokból szándékosan lezárják a gyalogos forgalom elől.[4]

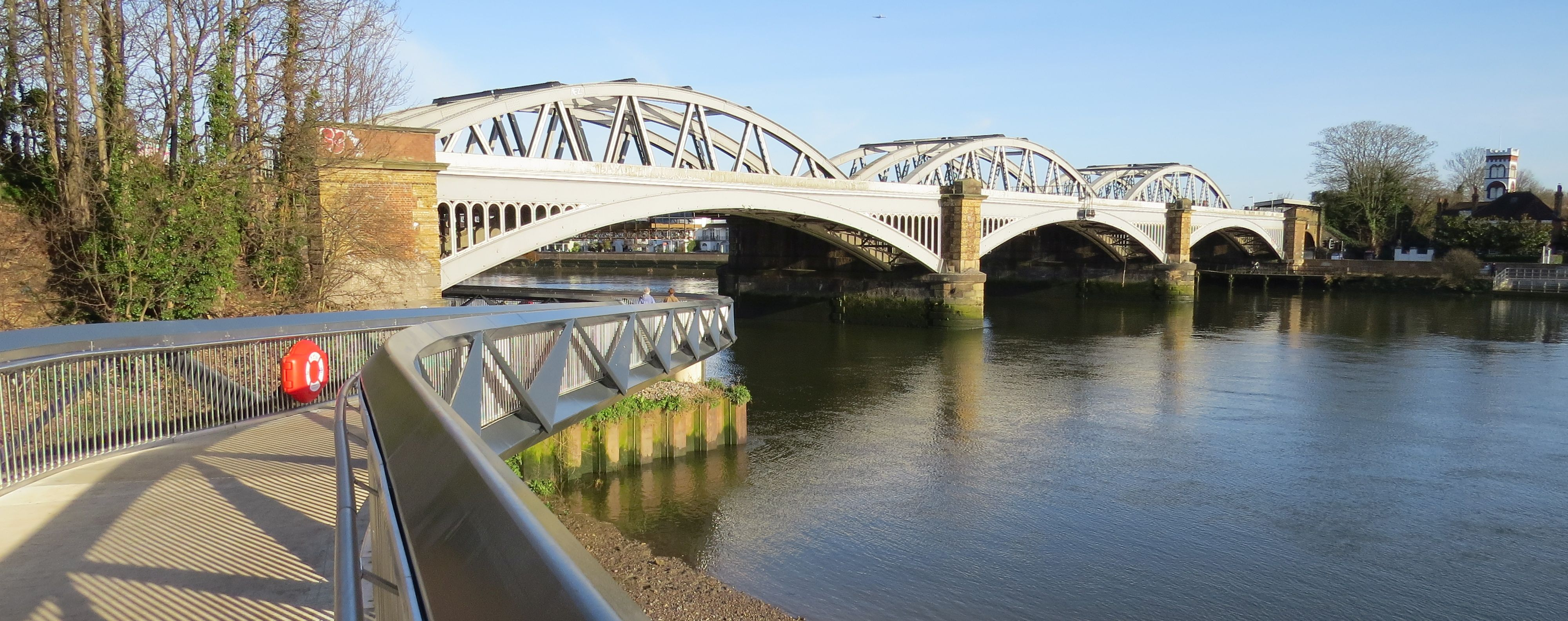
A Barnes Railway Bridge az alatta haladó Dukes Meadows gyalogoshíddal 2023-ban

## Fordítás
- Ez a szócikk részben vagy egészben  a   Barnes című angol Wikipédia-szócikk fordításán alapul.  Az eredeti cikk szerkesztőit annak laptörténete sorolja fel. Ez a jelzés csupán a megfogalmazás eredetét és a szerzői jogokat jelzi, nem szolgál a cikkben szereplő információk forrásmegjelöléseként.